# 佐匹克隆
佐匹克隆（英語：Zopiclone），又譯唑吡酮，商品名宜眠安（英語：Imovane），香港濫用者俗稱其白瓜子、台灣稱樂比克；是一种用于治疗失眠的药物。
佐匹克隆雖然在BZ1受體上產生作用，它卻不屬於苯二氮類藥物，而是一種環吡咯酮衍生物。

## 不良反应
副作用最多见于临床试验中的味觉改变或味觉障碍（比如口中含有苦味或金属味）通常这种味觉改变是短暂的，能持续至该药物的半衰期过期。
佐匹克隆会引起类似于服用三唑仑之后造成的失忆症类型的记忆损伤和服用氟硝西泮之后导致的驾驶技术降低，从而增加道路交通事故的风险，恐怕是最严重的副作用。所以这类副作用并不是只服用佐匹克隆之后出现的。一项研究评估服用佐匹克隆对第二天驾驶技术的影响，之后发现驾驶技术的降低对社会的危害如同酒后驾车。但某些安眠药例如扎来普隆，对第二天的驾驶技术没有任何不利的影响。夜间长期服用其他非苯二氮䓬类药物也会出现白天停药引发的焦虑。

### 比较常见的
- 胃肠道反应：味觉紊乱（如口中的苦味和金属味），口腔干燥。[8][9]
- 神经系统：中断REM睡眠，双重影像，嗜睡，记忆损伤，视觉空间减值，晕眩，头痛，疲劳以及情绪波动。[10][11][12][13][14]

### 不太常见的
- 胃肠道反应：胃灼热，便秘，腹泻，恶心，舌苔，口臭，食欲减退或食欲增加，呕吐，腹部疼痛，消化不良，脱水，味觉异常。
- 心血管：老年患者用药出现心悸。
- 皮肤：风疹，胳膊与腿有刺痛感。
- 神经系统：激动，[15]焦虑，失忆（包括逆向失憶症遗忘和順向失憶症），头晕，乏力，嗜睡，虚弱，兴奋或烦躁不安，醉态，忧郁，梦游，[16]协调异常，肌无力，乱讲话，行为障碍，易激惹，幻觉，失眠症反弹，噩梦，轻度躁狂。[17][18][19]。也可能发生精神错乱，但该情况主要见于老年人。[20]
- 其他：视力模糊，尿频，夜尿多。[21]

### 耐药性，依赖性和戒断反应
佐匹克隆最初被宣称是比传统的苯二氮䓬類藥物更不容易产生依赖与戒断反应的药物，然而佐匹克隆可能比传统的苯二氮䓬類藥物有更大的潜在依赖性，并已经被形容为“苯二氮䓬類藥物的变相”。佐匹克隆应尽量避免在多数情况下长期使用，如果突然停药尤其是长时间服用高剂量之后停药，最严重的时候会导致患者癫痫与谵妄（精神错乱）。
在出版物《英国医学杂志》中没有给出任何可以证明“佐匹克隆依赖性很小”的证据。事实上生理依赖、康乐滥用和成瘾后的戒断症状相似，这类症状在苯二氮平类药物停药的时候经常遇到。戒断症状包括焦虑、心跳加速、震颤、盗汗、脸红、心悸，也会出现失眠加重的情况。2007年美国曾经报道过有人在佐匹克隆戒断排毒期间发生抽搐反应，但该人是长期服用高剂量佐匹克隆的滥用药物者。
如果连续服用佐匹克隆不到14天或者只是偶尔服用佐匹克隆，那么产生依赖性的风险比较低。然而这在一项仅服用7晚低剂量佐匹克隆的研究里是受争议的。这项研究发现佐匹克隆停药会引起显著反跳性失眠。此外，苯二氮䓬類藥物之一的咪达唑仑服用7夜停药之后无反跳性失眠，这表明佐匹克隆比苯二氮䓬類藥物有更明显的耐药性和依赖性的问题。长期服用佐匹克隆而导致依赖的患者突然停药会发生严重的戒断症状如精神错乱，所以不应该突然停药。如果佐匹克隆已经服用超过数周，之后的服用药量应该逐渐降低。或者直接改用等效剂量的地西泮（俗称「安定」），因为地西泮具有更长的半衰期，所以会使停药更容易。然后过几个月再逐渐减少其用量，以避免极严重又极易导致患者烦恼的停药症状（例如内坐立不安、精神运动性激越、腹痛、高血压、幻觉、癫痫、焦虑症、抑郁症、精神病等）。需要注意的是如果停药做得太急剧的话，停药症状可能持续长达两年。
连续4星期晚上服用佐匹克隆之后，部分患者在白天停药的时候出现了相关的焦虑症状。然而白天停药引发的焦虑在三唑仑药物中并没有那么激烈，反而症状时间更短暂。这令那些由于白天停药而引发焦虑的患者更为愤怒。
根据世界卫生组织（英语：World Health Organisation）的说法，虽然佐匹克隆的分子不是苯二氮卓，但是其与苯二氮卓类药物非常相似。世界卫生组织还指出，佐匹克隆与苯二氮卓类药物具有交叉耐受性，服用期间也可替换为其他的苯二氮卓类药物。世界卫生组织在对佐匹克隆的审阅中发现戒断症状通常发生在这两种药物的其中一种服用剂量过大或者长时间服用佐匹克隆。其报道的戒断症状包括焦虑、心动过速、震颤、盗汗，失眠反弹、抽搐、心悸和脸红。

## 特别注意事项
服用佐匹克隆的时候应当避免饮用酒精以及含有酒精的食物、饮料，例如当酒精和佐匹克隆一起服用时会互相增强效果，同时也会增加对药物的依赖。
肝病患者对佐匹克隆的戒除要比普通患者缓慢，除了一些对药物的药理作用有丰富经验的患者。
佐匹克隆服用之后也会使患者走路晃晃悠悠，老年患者服用之后也会增加摔倒的概率。多数老年人若不慎摔倒也会导致死亡，所以老年人服用之后应避免长时间的站立与走动。
一些患有重症肌无力或者由于严重的慢性支气管炎、肺气肿等肺部疾病导致呼吸储备较差的患者，或者患有睡眠呼吸暂停症的患者不宜服用佐匹克隆，患有甲状腺异常且没有经过任何治疗的患者也不宜服用。

## 药物滥用
在美国，佐匹克隆是著名的吸毒者滥用药物之一，而且他们通常是从医院获取药物。（美国某戒毒所发现5.1%的吸毒者在其治疗中心报告了他们的佐匹克隆上瘾）
滥用者经常与酒精饮料一起服用以达到安眠药与酒精相结合的兴奋感。患者滥用药物的行为同样存在会产生药物依赖的风险，即使以后将服用量减小，但由于持续服药时间过长，戒断症状在短时间内也不会消失。所以一些医药公司与相关人员建议处方药量不得高于7至10天的服用量，原因就是担心物质依赖、药物耐受和身体依赖。
滥用佐匹克隆与酒精两类药物会导致服药后的兴奋，导致患者直接将该药物当作娱乐性药物进行滥用，同时也会长期违背医嘱用量去服用药物。一些曾有过滥用药物或者曾经患有精神疾病的患者服用高剂量佐匹克隆可能会增加滥用药物的风险。

## 在生物体液中的检测
佐匹克隆在人体中的含量可用色谱法在血液，血浆或尿液当中进行测定。在正常的用量中，药物在人体血浆中的含量通常低于100 μg/L（微克/升），但是在血浆当中药物的含量超出100 μg/L尤其是发生在汽车驾驶员身上的时候，会影响他们的驾驶能力。一些服药之后导致急性中毒的患者的含量通常在1000 μg/L以上。有尸检报告指出一些由于急性药物中毒的死者的血液含药浓度通常在0.4-3.9 mg/L（毫克/升）。

## 外部連結
- 中華人民共和國藥監局網站所載的佐匹克隆片使用说明书